# Tropidocarpum
Tropidocarpum é um género botânico pertencente à família Brassicaceae.